# 克里斯·摩根 (赛艇运动员)
克里斯·摩根（英語：Chris Morgan，1982年12月15日—），澳大利亚男子赛艇运动员。他曾代表澳大利亚参加2008年、2012年和2016年夏季奥林匹克运动会赛艇比赛，其中2012年奥运会获得一枚铜牌。